# Brendan Schoonbaert
Brendan Schoonbaert (Tielt, 9 mei 2000) is een Belgisch voetballer die sinds 2022 uitkomt voor Knokke FC. Schoonbaert wordt meestal uitgespeeld op de positie van centrale verdediger.

## Carrière

### Club Brugge
Schoonbaert genoot zijn jeugdopleiding bij Eendracht Aalter, Zulte Waregem en Club Brugge. In de zomer van 2019 werd hij betrokken bij de voorbereidingen op het seizoen 2019/20: bij het officieuze trainersdebuut van Philippe Clement bij Club Brugge tegen KFC Heist kwam de verdediger meteen tot scoren. Schoonbaert mocht daarna ook mee op zomerstage met de A-kern naar Garderen. Daarna mocht hij samen met Charles De Ketelaere, Ignace Van der Brempt en Maxim De Cuyper bij de A-kern blijven. Schoonbaerts degelijke voorbereiding werd wat ontsierd door een own-goal in de laatste oefenwedstrijd tegen KMSK Deinze.
In september 2019 werd Schoonbaert voor een seizoen uitgeleend aan Lommel SK. Op 26 september 2019 debuteerde hij voor de club in de bekerwedstrijd tegen Standard Luik, waar hij van trainer Stefán Gíslason een basisplaats kreeg. Een week later kreeg hij ook een basisplaats in de competitiewedstrijd tegen KSV Roeselare. Na een half jaar werd de huurovereenkomst al verbroken, waarop KMSK Deinze het huurcontract overnam. Mede door de vroege stopzetting van de competitie vanwege de coronapandemie maakte Schoonbaert nooit zijn officiële debuut voor de club, die op het einde van het seizoen werd uitgeroepen tot de kampioen van Eerste klasse amateurs.

### Waasland-Beveren
In juli 2020 maakte Schoonbaert op definitieve basis de overstap naar Waasland-Beveren. Onder coach Nicky Hayen wist hij een basisplaats te bemachtigen centraal in de verdediging van de ploeg uit het Waasland. Op het einde van het seizoen degradeerde hij met de club naar Eerste klasse B. Daar kwam hij wat minder aan spelen toe, mede door een blessure in het begin van het seizoen en een rode kaart tegen Excelsior Virton op de zevende competitiespeeldag.
Eind april 2022 werd de optie in het contract van Schoonbaert gelicht. Een paar maanden later bleek hij echter toch niet meer in de plannen van de club te passen, waardoor hij mocht uitkijken naar een andere club.

### FC Knokke
In juli 2022 ondertekende Schoonbaert een tweejarig contract bij FC Knokke. In zijn eerste officiële wedstrijd voor de club, een bekerwedstrijd tegen ASV Geel, kreeg hij meteen een rode kaart.

## Clubstatistieken
| Seizoen         | Club             | Land            | Competitie             | Competitie | Competitie | Beker | Beker | Supercup | Supercup | Europees | Europees | Totaal | Totaal |
| Seizoen         | Club             | Land            | Competitie             | Wed.       | Dlp.       | Wed.  | Dlp.  | Wed.     | Dlp.     | Wed.     | Dlp.     | Wed.   | Dlp.   |
| --------------- | ---------------- | --------------- | ---------------------- | ---------- | ---------- | ----- | ----- | -------- | -------- | -------- | -------- | ------ | ------ |
| 2019/20         | Club Brugge      | Vlag van België | Eerste klasse A        | 0          | 0          | 0     | 0     | —        | —        | 0        | 0        | 0      | 0      |
| 2019/20         | → Lommel SK      | Vlag van België | Eerste klasse B        | 1          | 0          | 1     | 0     | —        | —        | —        | —        | 2      | 0      |
| 2019/20         | → KMSK Deinze    | Vlag van België | Eerste klasse amateurs | 0          | 0          | 0     | 0     | —        | —        | —        | —        | 0      | 0      |
| 2020/21         | Waasland-Beveren | Vlag van België | Eerste klasse A        | 28         | 0          | 1     | 0     | —        | —        | —        | —        | 29     | 0      |
| 2021/22         | Waasland-Beveren | Vlag van België | Eerste klasse B        | 12         | 2          | 0     | 0     | —        | —        | —        | —        | 12     | 2      |
| 2022/23         | Knokke FC        | Vlag van België | Eerste nationale       | 2          | 0          | 2     | 0     | —        | —        | —        | —        | 4      | 0      |
| Carrière totaal | Carrière totaal  | Carrière totaal | Carrière totaal        | 43         | 2          | 4     | 0     | 0        | 0        | 0        | 0        | 47     | 2      |

Bijgewerkt op 29 augustus 2022.

## Palmares
| Kampioen Eerste klasse Amateurs | 1x | 2019/20 |